# Salem, Iowa
Salem är en ort i Henry County i Iowa. Vid 2020 års folkräkning hade Salem 394 invånare.

## Kända personer från Salem
- Lorenzo D. Lewelling, politiker